# Humbertsweiler
Humbertsweiler (mundartlich: Humbərschwilər, Hummərəschwilər) ist ein Gemeindeteil der bayerisch-schwäbischen Großen Kreisstadt Lindau (Bodensee).

## Geografie
Der Weiler liegt circa sechs Kilometer nördlich der Lindauer Insel. Südlich der Ortschaft liegt Oberreitnau. Im Norden verläuft die Ländergrenze zu Tettnang in Baden-Württemberg.

## Ortsname
Der Ortsname stammt vom mittelhochdeutschen Personennamen Humrāt und bedeutet Weiler des Humrāt.

## Geschichte
Humbertsweiler wurde erstmals urkundlich im Jahr 1476 mit Hannsen Mesners von Humraschwyller erwähnt. Im Jahr 1626 wurden vier Häuser im Ort gezählt. Der Ort gehörte einst zum äußeren Gericht der Reichsstadt Lindau und später zur Gemeinde Oberreitnau, die 1971 in der Gemeinde Reitnau aufging, welche ihrerseits 1976 in die Stadt Lindau eingemeindet wurde.